# Powodowo (województwo wielkopolskie)
Powodowo – wieś w Polsce położona w województwie wielkopolskim, w powiecie wolsztyńskim, w gminie Wolsztyn.

## Historia
Wieś pierwotnie związana była z Wielkopolską. Istnieje co najmniej od początku XV wieku. Po raz pierwszy wymieniana w archiwalnym, łacińskojęzycznym dokumencie z 1401 pod obecną nazwą Powodowo.
Możliwe, że miejscowość zasiedlona była jednak wcześniej. W XIX wieku natrafiono w okolicy na cmentarzysko szkieletowe z nieokreślonego czasu oraz grodzisko, które całkowicie zniszczone zostało w XIX wieku. Jest ono położone nad brzegiem Jeziora Berzyńskiego tuż przy granicy Wolsztyna, już na gruntach wsi Niałek Wielki ale w literaturze jest notowane w literaturze jako obiekt w Powodowie. Natomiast grodzisko, położone między Powodowem, a Żodyniem, które wspominano w dawniejszej literaturze okazało się być naturalną formą terenową.
Miejscowość była wsią szlachecką w dobrach czarnkowskich należącą do lokalnej szlachty wielkopolskiej - Rostarzewskich, którzy od nazwy wsi przyjęli odmiejscowe nazwisko Powodowskich. W 1492 leżała w powiecie kościańskim Korony Królestwa Polskiego. Około 1560 przejściowo należała do parafii Siedlec, a w 1509 należała do parafii Niałek.
W 1401 wieś znajdowała się w dobrach Wojciecha Rzeszotarzewskiego wraz z wsiami Rzeszotarzewem (obecnie Rostarzewo), Błockiem, Tuchorzą, Golą i Guździnem. W 1444 Maciej z Rzeszotarzewa w działach z braćmi Wawrzyńcem, Wincentym i Teodorem otrzymał Powodowo wraz z dwoma łanami w Tłokach. W 1492 Wojciech z Powodowa dał Jakubowi Sepieńskiemu swoją część wsi Powodowo, a w zamian otrzymał połowę Sepna. W tym roku Jakub Powodowski zapisał swojej żonie Barbarze po 150 złotych posagu i wiana na połowie wsi, znajdującym się w niej folwarku, sołectwie oraz na dworze. W 1502 odnotowano przebieg granicy Powodowa z Niałkiem Wielkim biegnącą od kopca narożnego, który stał koło drogi z Siedlca do Chorzemina do kopca narożnego pod zagajnikiem zwanym Niałeckim koło drogi z Wolsztyna do Obry. W 1515 Barbara Powodowska zobowiązała się sprzedać z zastrzeżeniem prawa odkupu Janowi Czackiemu 2 łany osiadłe w Powodowie, na których miała zapisaną przez męża oprawę wdowią. W 1529 Wawrzyniec Powodowski zapisał swojej żonie Urszuli po 150 grzywien posagu i wiana na połowie Powodowa.
Miejscowość odnotowano w archiwalnych, historycznych wykazach podatkowych. W 1530 pobór od 5 łanów, a pozostałe były spalone. W 1563 miał miejsce pobór od 7,5 łana, karczmy dorocznej. W 1580 pobór od 4 łanów, 2 zagrodników, komornika. W 1581 pobór od 4 łanów. W latach 1603–1607 w Powodowie odnotowano 7 kmieci, a dziedzic uprawiał 3 łany opuszczone. 
Wieś położona była w 1580 roku w powiecie kościańskim województwa poznańskiego w Rzeczypospolitej Obojga Narodów.
W wyniku II rozbioru Rzeczypospolitej w 1793, miejscowość przeszła w posiadanie Prus i jak cała Wielkopolska znalazła się w zaborze pruskim. W okresie Wielkiego Księstwa Poznańskiego (1815-1848) miejscowość wzmiankowana jako Powodowo należała do wsi większych w ówczesnym powiecie babimojskim rejencji poznańskiej. Powodowo należało do wolsztyńskiego okręgu policyjnego tego powiatu i stanowiło część majątku Powodowo, który należał do Dziembowskiego. Według spisu urzędowego z 1837 roku Powodowo liczyło 161 mieszkańców, którzy zamieszkiwali 20 dymów (domostw). Wzmiankowana była również kolonia Powodowo, gdzie w latach 40. XIX wieku w 3 domostwach mieszkało 26 osób.
W latach 1975–1998 miejscowość administracyjnie należała do województwa zielonogórskiego. W 2021 rekultywowano miejscowe składowisko odpadów (na jego terenie posadzono 1500 drzew i krzewów).

## Obiekty
W Powodowie mieści się Zespół Szkół Rolniczych i Technicznych im. Hipolita Cegielskiego, do którego również należy lądowisko.

## Komunikacja
Miejscowość jest położona przy nieczynnym odcinku linii kolejowej z Poznania do Sulechowa (stacja Powodowo).